# Charles Macé
Pour les articles homonymes, voir Macé.
Charles Jean Vincent Macé (5 avril 1898 à Pau –7 juin 1919 à Haguenau) est un as de l'aviation français de la Première Guerre mondiale, au cours de laquelle il remporte douze victoires aériennes homologuées, dont huit sur des ballons d'observation et quatre sur des chasseurs ennemis.

## Biographie
Le 21 octobre 1915, alors qu'il n'est âgé que de 17 ans, Charles Macé s'engage dans l'armée en tant que volontaire pour la durée du conflit. Il est assigné dans un premier temps au 23e régiment de dragons. Le 30 mai 1916, il quitte la cavalerie pour l'artillerie, il est transféré au 12e régiment d'artillerie. Le 22 juillet 1917, il intègre le 2e Groupe d'aviation et suit une formation de pilote. Une fois sa formation terminée, il intègre l'Escadrille 90 et est promu au grade de sergent le 5 décembre 1917.
Macé remporte ses deux premières victoires le 27 mars 1918, qu'il partage avec Maurice Bizot et Laurent Ruamps. Il est promu au grade d'adjudant le 24 avril 1918. Le 24 août, il abat un biplace allemand, remportant par là même sa troisième victoire. Le 15 septembre 1918, Macé commence une série de victoires qui allaient « aveugler » les Allemands en les privant des ballons d'observations qu'ils utilisaient pour guider leurs tirs d'artillerie. Macé et Marius Ambrogi abattent ce jour-là un ballon au-dessus de Géline. Une semaine plus tard, Macé abat deux nouveaux ballons dans la même région. Le 10 octobre, avec Jean Pezon, il abat un quatrième ballon, au-dessus de Géline. Le 18 octobre, il remporte deux nouvelles succès au-dessus d'Ommeray et d'Avricourt, avec Ambrogi et un autre sergent. Le 22 octobre, il remporte à nouveau deux victoires dans les environs de Géline. Le 28 octobre, Macé abat un Hannover CL, remportant sa dernière victoire de la guerre.
Quelques jours plus tard, le 2 novembre 1918, il reçoit la Médaille militaire pour ses faits d'armes. Il reçoit également la Croix de Guerre avec sept palmes. Il est cité quatre fois à l'ordre de l'armée britannique.
Macé survivra à la Première Guerre mondiale, mais il se tuera dans un accident d'avion le 7 juin 1919 sur l'aérodrome de Haguenau,  lors d'un entrainement avec son escadrille. Après un virage à très basse altitude, il s’écrase au sol.

## Distinctions
- Croix de guerre 1914–1918
- Médaille militaire
- Chevalier de la Légion d'honneur (1919)